# Federico Jiménez Losantos
Federico Jiménez Losantos, né à Orihuela del Tremedal, dans la province de Teruel, le 15 septembre 1951, est un entrepreneur, journaliste, écrivain, commentateur politique et polémiste espagnol,,,,,,,,,.
Membre d’organisations d’extrême gauche et participant à la contre-culture barcelonaise dans les années 1970, il a effectué un virage idéologique radical jusqu’à devenir une « idole journalistisque d'extrême-droite ».
Il est directeur et présentateur du programme Es la mañana de Federico, sur esRadio, une radio créée le 7 septembre 2009 et éditorialiste pour le quotidien El Mundo.

## Biographie

### Premières années
Il naît à Orihuela del Tremedal (province de Teruel) le 15 septembre 1951,. Il fait ses études secondaires à Teruel, où il est l’élève de José Antonio Labordeta — qui a affirmé qu’il le considérait à l'époque « comme un fils », et s’est plus tard interrogé sur sa « transformation » personnelle — et de José Sanchis Sinisterra,

### Études à Barcelone et activisme culturel durant le franquisme
À l'âge de 20 ans, il s’installe à Barcelone, où il étudie la philologie romane à l’Université de Barcelone. Il obtient sa licence en soutenant une dissertation sur l'écrivain espagnol moderniste Valle Inclán,.
Il adhère à l'Organisation communiste d'Espagne – Drapeau rouge et au PSUC (parti communiste catalan), principale organisation antifranquiste de gauche de Catalogne dans les années précédant la transition démocratique. Il prend ses distances avec le communisme en 1976, après avoir lu L'Archipel du Goulag et visité la Chine de Mao,.
Dans une interview donnée en 2018, il se justifie en expliquant qu’à l'époque les opposants au franquisme étaient peu nombreux et que le PSUC en accueillait une grande partie, car il était l’une des rares organisations disposant véritablement de ressources, par exemple pour soutenir les opposants au régime en cas d'ennuis avec la Justice. Selon lui, il n’était pas membre du parti — qui était quoi qu’il en soit illégal — mais faisait seulement partie de son entourage. Il affirme qu’il était déjà anti-communiste et que de nombreux membres du PSUC n’étaient pas eux-mêmes communistes.
Avec Alberto Cardín, il fonde  Revista de Literatura (1974) — la publication « la plus lacanienne » d’Espagne à l’époque — et le magazine culturel Diwan (1978), qui est reçu très positivement dans les milieux intellectuels,. Il introduit en Espagne l’œuvre du philosophe Jean-François Lyotard, dont il traduit en 1979 l’essai Discours, Figure.
Il enseigne le castillan et la littérature dans un lycée de Santa Coloma de Gramenet.

### Premières polémiques
En 1978 (dans les premiers mois de la transition démocratique), il écrit un article intitulé « La cultura española y el nacionalismo » (« La culture espagnole et le nationalisme »), qui sera à l'origine d’une grande polémique. Dans celui-ci, il soutient que le PSOE et le PCE se soumettent aux idées des nationalismes périphériques, notamment du catalanisme, et denonce ce qu’il considère une trahison de l’héritage de la gauche républicaine, de la lutte antifranquiste et des nombreux exilés de la guerre civile.
L’article suscite de vives réactions, de soutien ou de rejet, à Madrid comme en Catalogne, et remporte le prix de meilleur essai de l'année décerné par la prestigieuse revue culturelle El Viejo Topo. La publication d'un recueil d’articles de Jiménez Losantos intitulé Lo que queda de España (« Ce qu’il reste de l’Espagne »), incluant l'article incriminé, est envisagée par la revue, mais suscite un conflit au sein de sa rédaction et l’opposition de Miguel Riera, son principal rédacteur, qui juge certains passages trop polémiques, si bien que le projet est abandonné. En soutien, plusieurs centaines d’intellectuels catalans signent un manifeste opposé à toute forme de censure. La principale concurrente, la revue de contre-culture de tendance libertaire Ajoblanco, décide de publier en 1979 le recueil, qui nourrit encore la polémique. Dans celui-ci, Jiménez Losantos accuse notamment la Généralité de Catalogne de pratiquer une discrimination envers les hispanophones,,,,.
En 1980, il se présente aux élections au Parlement de Catalogne sur la liste du Parti socialiste andalou (PSA), plateforme qui défend les droits des Espagnols venus d’autres régions, sans toutefois être élu. Cette candidature lui vaut un conflit avec l'équipe rédactionnelle de Diwan, entraînant la fin de sa collaboration avec El País et son entrée à Diario 16, dirigée par Pedro J. Ramírez, qui fondera quelques années plus tard El Mundo.
Il fait partie des 2 300 signataires d'un manifeste publié le 13 mars 1981 par le journal Diario 16, dans lequel des intellectuels dénoncent une « tentative de faire du catalan la seule langue officielle de Catalogne » — le lendemain, la Généralité publiera une réponse dans laquelle elle rejette cette accusation et justifie sa politique linguistique de normalisation au regard de l'oppression et de la marginalisation dont le catalan avait fait l'objet durant la dictature franquiste —. En représailles, il est séquestré pendant environ deux heures par le groupe terroriste nationaliste catalan Terra Lliure le 21 mai 1981 ; Pere Bascompte (es) lui tire une balle dans la jambe et Jiménez Losantos est abandonné attaché à un arbre dans un terrain vague d’Esplugues de Llobregat,,,,,,,.

### Départ à Madrid et début de sa carrière de journaliste
Après l'attaque, il quitte la Catalogne et s’installe à Madrid,.
Il est embauché comme éditorialiste par ABC en 1987, puis passe sur Antena 3 au début des années 1990. Le groupe propriétaire de la chaîne doit se dissoudre en 1992, et Federico Jiménez Losantos intègre la COPE — radio très populaire de la Conférence épiscopale espagnole —. Il présente le programme nocturne La linterna de 1998 à 2003, puis La mañana, entre 2003 et 2009.[réf. nécessaire]

### Fondation deLibertad Digital
En 2000, avec la collaboration de ses pairs Javier Rubio Navarro, José María Marco, Alberto Recarte, Carlos Rodríguez Braun (en) et Pedro Schwartz, il participe à la création de Libertad Digital, un journal en ligne anti-socialiste et très marqué à droite. La moitié des capitaux initiaux ont été fournis par le conservateur Groupe Intereconomía.
Il participe activement à la diffusion des théories du complot sur les attentats de Madrid du 11 mars 2004,,.

### Départ de la COPE etesradio
Lors de la campagne des élections générales de 2011, il soutient Rosa Díez du parti UPyD.
En avril 2018, après le rejet par la justice allemande de la demande d'extradition de Carles Puigdemont, il appelle à retenir en otages les 200 000 Allemands vivant dans les Baléares.
En 2021, il se montre très critique envers le mouvement antivax et est au centre d’une polémique avec certains représentants du parti Vox — dont il s’est pourtant montré très proche à de multiples reprises — qui appuient ces thèses, lors de laquelle il les qualifie de « quatre nazis au chômage », d’« extrémistes écervelés » et d’« ultracarcas bebedores de lejía » (qu’on peut traduire par « ultraréacs buveurs de lessive ») et clame que « les assassins [sont] ceux qui ne vaccinent pas leurs enfants et nient que les vaccins sauvent des vies »,.

## Discours, style et idéologie
Connu pour son style « véhément et agressif » et son habileté à créer des surnoms qu’il utilise pour railler ceux qu’il critique, il est considéré comme un influent « créateur d’opinion » proche des idées de la droite radicale, du néo-conservatisme et de l'extrême droite nationaliste espagnole,,,,,,.
Ses critiques sont aussi bien adressées à la droite qu’à la gauche, bien qu’il se focalise généralement davantage sur les personnalités de cette dernière sensibilité. Une de ses lignes directrices est la défense d’une « idée de l’Espagne » selon lui menacée par des mécanismes qu’il qualifie de « totalitaires ». Ses cibles récurrentes sont les gouvernements autonomes du Pays basque et de Catalogne, notamment leurs systèmes éducatifs, qu’il accuse de mener un « génocide culturel »,,.
Il se définit comme un ultra-libéral, ferme défenseur des libertés individuelles et soutient que les idées de gauche sont dépassées et incapables d’apporter des solutions d’avenir.
Selon l’hispaniste britannique H. Rosi Song, « Les textes de Jiménez Losantos, journalistiques ou non, sont destinés au citoyen moyen. Ils sont écrits clairement et succinctement, amusants à lire par leur ton familier et leur simplicité. À cause de son omniprésence dans le discours public, cette critique est devenue l’une des voix contestataires les plus visibles dans les médias espagnols ».
Il s'est montré extrêmement dur avec le Parti socialiste ouvrier espagnol (PSOE), affirmant que « Le PSOE a démontré qu'au gouvernement, il peut tuer, calomnier, ... », en référence aux négociations initiées avec l'ETA en 2006, ainsi qu'avec le Parti populaire (PP), qu'il surnomme « Partido P'ayudar » (« Parti pour aider » en lieu et place de Partido Popular), jugeant son opposition à José Luis Rodríguez Zapatero trop conciliante.[réf. nécessaire]
Autour de 2007, Mariano Rajoy lui-même, président du Parti populaire, fait l’objet d'une véritable campagne de dénigrement, au cours de laquelle Jiménez Losantos le surnommait notamment « Maricomplejines »,,,, (qu’on pourrait traduire « petit pédé complexé »).
Du fait de ses interventions pamphlétaires, ses confrères le surnomment « le petit taliban des sacristies ». L'écrivain Javier Cercas parle de lui en ces termes : « Avec trois comme lui, on monte une guerre civile ! ».
Au début des années 2020, il tient un discours ouvertement climato-dénialiste — en affirmant régulièrement par exemple que « le changement climatique n'existe pas », ce qu'il appelle l'« arnaque climatique » —,,,,.
En 2024, des internautes créent un site web baptisé «Federicopedia», compilant les surnoms donnés par Jiménez Losantos aux différentes personnalités politiques et proposant différentes activités ludiques en rapport,,.

## Procès
Son style journalistique extrêmement polémique l'a amené de nombreuses fois devant les tribunaux.
Il fut ainsi condamné à verser 36 000 euros au maire de Madrid Alberto Ruiz-Gallardón pour « injures graves », 60 000 euros de dommages et intérêts, pour « injures », au parti Esquerra Republicana de Catalunya, pour avoir soutenu que ce dernier détenait « des armes et des munitions », (il fut relaxé en appel de cette dernière condamnation), ou à 3 000 euros pour avoir traité un magistrat de « terroriste ».
En septembre 2019, il est condamné à payer une amende de 3 000 euros à la suite de ses propos misogynes concernant la députée de gauche Irene Montero.

## Publications
Essais
- Lo que queda de España  (ISBN 978-84-85663-00-2) Barcelone, juin 1979 (réédition augmentée  (ISBN 84-7880-538-9) : Madrid, mai 1995).
- Contra el felipismo  (ISBN 84-7880-338-6) Madrid, décembre 1993.
- La última salida de Manuel Azaña  (ISBN 84-08-01121-9) Barcelone, mai 1994.
- La dictadura silenciosa  (ISBN 84-7880-610-5) Madrid, janvier 1996.
- Crónicas del acabose  (ISBN 84-7880-653-9) Madrid, mai 1996.
- Los nuestros: cien vidas en la historia de España  (ISBN 84-08-03304-2) Barcelone, mai 2000.
- Con Aznar y contra Aznar: artículos y ensayos 1983-2002  (ISBN 84-9734-081-7) Madrid, novembre 2002.
- El adiós de Aznar  (ISBN 84-08-05094-X) Barcelone, février 2004.
- Federico responde: los chats de Libertad Digital  (ISBN 84-9734-224-0) Madrid, septembre 2004.
- España y Libertad  (ISBN 84-270-3249-8), Madrid, avril 2006.
- De la noche a la mañana  (ISBN 84-9734-549-5), Madrid, octobre 2006.
- La ciudad que fue: Barcelona, años 70  (ISBN 978-84-8460-642-0), Madrid, 2007.
- Más España y más Libertad  (ISBN 978-84-8460-642-0), Madrid, 2008.
- Lo que queda de España (Reimpresión y ampliación)  (ISBN 978-84-8460-716-8), Madrid, 2008.
- Historia de España. De los primeros pobladores a los Reyes Católicos. (Junto a César Vidal).  (ISBN 978-84-08-08211-8), Planeta. Barcelone, 2009.
- Historia de España II. De Juana la Loca a la Primera República. (avec César Vidal).  (ISBN 978-8-40808-897-4) Planeta. Barcelone, 2009,
- Historia de España III. De la Restauración a la guerra civil. (avec César Vidal).  (ISBN 978-8-40809-459-3) Planeta. Barcelone, 2010.
- El linchamiento   (ISBN 978-84-9970-092-2), Madrid, 2011.
- Historia del franquismo: Historia de España IV (avec César Vidal).  (ISBN 978-84-08-10716-3) Planeta. Barcelone, 2012.
- Los años perdidos de Mariano Rajoy, La Esfera de los Libros, 2015.
- Memoria del comunismo. De Lenin a Podemos, La Esfera de los Libros, 2018.
- Barcelona, la ciudad que fue. La libertad y la cultura que el nacionalismo destruyó  (ISBN 978-84-9164-576-4) Madrid, 2019.
- La vuelta del comunismo  (ISBN 978-84-670-6031-7), Madrid, novembre 2020.

Poésie
- Diván de Albarracín  (ISBN 84-85762-07-X) Madrid, octobre 1982.
- Poesía perdida (1969-1999)  (ISBN 84-8191-396-0) Valence, mai 2001.
- La otra vida. Haikus de la nieve, del agua, de la luz y de la niebla, 2009.